# フロリダ・プロジェクト 真夏の魔法
『フロリダ・プロジェクト 真夏の魔法』（フロリダプロジェクト まなつのまほう、The Florida Project）は2017年のアメリカ合衆国のドラマ映画。監督はショーン・ベイカー、主演はブルックリン・プリンスが務めた。本作は2008年に発生したサブプライム住宅ローン危機の余波に苦しむ貧困層の人々を6歳の主人公の視点から描写した作品である。タイトルの「フロリダ・プロジェクト」とは、ディズニー・ワールドの開発段階における名称である。

## ストーリー
6歳の夏休み、ムーニーは母親のヘイリーとともに、フロリダ州のウォルト・ディズニー・ワールド・リゾートにほど近いモーテル「マジック・キャッスル」で暮らしていた。ムーニーは、真下の部屋に住むスクーティ、隣のモーテル「フューチャー・ワールド」に住むディッキーを遊び仲間としていた。ある日、3人は「フューチャー・ワールド」に新しい滞在者の車を見つけ、モーテルの2階の廊下から車に向かって唾を飛ばし始める。車の所有者であるステイシーに気づかれ悪態をつきながら逃げようとするが、ディッキーは彼の父親に見つかってその場に留められ、それ以降ムーニーやスクーティと遊ぶことを1週間禁じられてしまう。一方、ムーニーとスクーティはステイシーの車を洗いに行き、孫のジャンシーと知り合う。
その後、ディッキーと彼の父はニューオーリンズへ引っ越し、ムーニーはスクーティ、ジャンシーと3人で遊ぶようになる。ムーニーたちの遊びは、大人を巻き込んだひどい悪ふざけであることがある。あるときは、配電室に入り込んでモーテル中の電源を落としてしまった。モーテルの管理人であるボビーは、子どもたちの悪戯に手を焼きながらも、厳しい境遇にある子どもやその親たちを見守り、支えていた。
ヘイリーは定職に就かず、安い香水をブランド香水の空き瓶に移し替えて観光客に売るなどして収入を得ていた。母子の日々の食事は、モーテルに来る福祉団体の配給や、スクーティの母親アシュリーが働くダイナーから横流ししてくれるパンケーキでまかなわれていた。ある日、ムーニー、スクーティ、ジャンシーは廃屋に入り込んで火遊びをし、火事を起こしてしまう。アシュリーはスクーティの様子が不審であったことから火事の原因に気づき、自分たち母子に児童家庭局が介入することを恐れる。アシュリーは、スクーティにムーニーたちと遊ぶことを禁じ、ヘイリーとの関係も断ち切る。
ヘイリーはインターネット上に広告を出し、モーテルの部屋で売春を始める。ヘイリーが売春行為をする間、ムーニーはバスルームに留め置かれ、大音量で音楽が流れるなか一人で遊ばされていた。ある日、ヘイリーはディズニー・ワールドの「マジックバンド」を観光客に売って収入を得るが、その後、男がモーテルの部屋に来てヘイリーを激しく罵る。男は家族連れでディズニー・ワールドを訪れ、客としてヘイリーの部屋に来たが、そこで「マジックバンド」をなくしたため戻ってきたのだった。ヘイリーは、騒ぎに気づいて駆けつけたボビーの介入により事なきを得るが、ボビーにモーテル内での売春行為を咎められる。
そこでヘイリーは、アシュリーの部屋を訪れ、謝罪して家賃分の金を貸してもらおうとする。しかし、アシュリーに売春をしていることを嘲られたことで激高し、彼女を押し倒して顔を殴打してしまう。翌日、児童家庭局の職員がムーニーとヘイリーの部屋を訪れる。ヘイリーは子どもの養育環境に問題がないことを主張するため部屋を片付け、ホテルのレストランへ行く。2人がモーテルに戻ると、児童家庭局と警察がムーニーを一時的な里親のもとへ送るために待ち構えていた。ムーニーは逃げだし、ジャンシーの部屋に向かう。ジャンシーはムーニーの手を取り、一緒にディズニー・ワールドの中へ駆け込んでいくのだった。

## キャスト
- ムーニー - ブルックリン・プリンス（英語版）
- ヘイリー - ブリア・ヴィネイト（英語版）： ムーニーの母親
- ボビー・ヒックス - ウィレム・デフォー： マジック・キャッスルの管理人
- ジャンシー - ヴァレリア・コット： ムーニーの新しい友達の女の子
- スクーティ - クリストファー・リヴェラ： 真下の部屋に住むムーニーの友人の男の子
- ジャック・ヒックス - ケイレブ・ランドリー・ジョーンズ： ボビーの息子
- ディッキー - エイデン・マリク： ムーニーの友人で引っ越してしまう
- ステイシーおばあちゃん - ジョシー・オリヴォ： ジャンシーの祖母
- ディッキーの父親 - エドワード・「パンキー」・ペイガン
- アンバー - パティ・ワイリー： マジック・キャッスルの受付係
- アシュリー - メラ・マーダー： スクーティの母
- ジョン - メイコン・ブレア： 観光客

## 製作
2016年4月、ショーン・ベイカーが新作の製作を始めているとの報道があった。7月、ウィレム・デフォーの出演が決まった。9月、ケイレブ・ランドリー・ジョーンズが本作に出演すると報じられた。2017年2月、ブルックリン・プライスとブリア・ヴィネイトの起用が発表された。
ベイカーは『タンジェリン』で撮影にiPhoneを使用したことで注目を集めたが、本作の撮影には35mmフィルムが使用された。ただし、マジック・キングダムでのラストシーンの撮影ではiPhoneが使用された。なお、ディズニーワールドでの撮影はディズニーに許可を取ることなく行われた。
ベイカーは本作を製作するにあたって『ちびっこギャング』を参照したと語っている。

## 公開
2017年5月22日、本作は監督週間に出品されていた第70回カンヌ国際映画祭でプレミアを迎えた。26日、A24が本作の全米配給権を購入したとの報道があった。

## 評価
本作は批評家から絶賛されている。映画批評集積サイトのRotten Tomatoesには186件のレビューがあり、批評家支持率は94%、平均点は10点満点で8.7点となっている。サイト側による批評家の見解の要約は「『フロリダ・プロジェクト 真夏の魔法』は不当に扱われている人々に色彩豊かかつ共感的な視線を向けている。現代アメリカの深刻な問題を取り上げているが故に、同作は人々を引き込むような作品になっている」となっている。また、Metacriticには43件のレビューがあり、加重平均値は92/100となっている。